# 珍州
珍州，中国唐朝时设置的州。
贞观十六年（642年）开山洞、置珍州，丽皋、乐源二县。第二年，又置夜郎县。治所在为夜郎县（今贵州省桐梓县夜郎镇夜郎坝）。天宝元年（742年），改珍州为夜郎郡，乾元初年，复珍州。五代入蛮。北宋宣和四年（1122年），废珍州。
珍州刺史
- 邢文伟（690年）
- 程伯献（唐中宗时）